# آلتوراس (کالیفرنیا)
آلتوراس  (به انگلیسی: Alturas) شهری در شهرستان مودوک ایالت کالیفرنیا است که در سرشماری سال ۲۰۱۰ میلادی، ۲۸۲۷ نفر جمعیت داشته است.